# Victor André Cornil

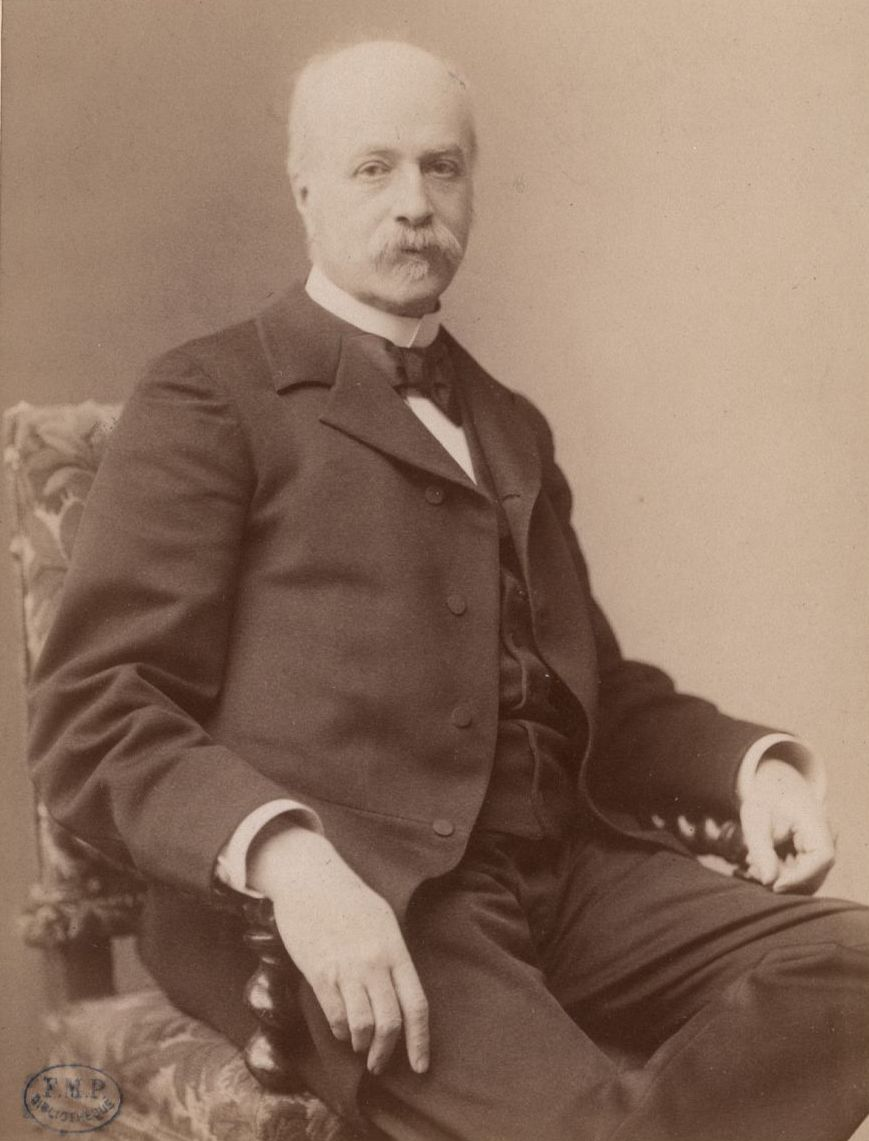
Victor André Cornil

Victor André Cornil, född 17 juni 1837 i Cusset, departementet Allier, död 14 april 1908, var en fransk patolog och histolog.
Cornil blev 1865 medicine doktor, innehade därefter läkarbefattningar vid sjukhusen i Paris och blev 1882 professor vid universitetet i Paris. Han var 1876–1882 medlem av nationalförsamlingen, där han tillhörde den moderata vänstern, och valdes 1885 till senator. Den av Cornil tillsammans med Louis-Antoine Ranvier utgivna Manuel d'histologie pathologique (tre band, 1869–1876; tredje upplagan 1900 ff.) åtnjöt högt anseende. Han invaldes 1902 som utländsk ledamot av Vetenskapsakademien i Stockholm.

## Övriga skrifter i urval
- Leçons sur la syphilis (1879)
- Les bactéries et leur rôle dans l'étiologie (med Victor Babeș; 1885, tredje upplagan 1890)